# John Hammill

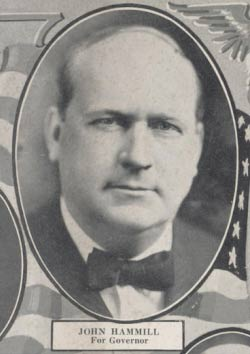
John Hammill

John Hammill (* 14. Oktober 1875 in Linden, Iowa County, Wisconsin; † 6. April 1936 in Britt, Iowa) war ein US-amerikanischer Politiker (Republikanische Partei) und von 1925 bis 1931 der 24. Gouverneur des Bundesstaates Iowa.

## Frühe Jahre und politischer Aufstieg
John Hammill studierte an der University of Iowa Jura. Nach seinem Examen und seiner 1897 erfolgten Zulassung als Rechtsanwalt übte er seinen neuen Beruf in Britt in Iowa aus. Zwischen 1902 und 1908 war er Bezirksstaatsanwalt. Dann war er bis 1913 Mitglied des Senats von Iowa. Im Jahr 1920 wurde John Hammill zum Vizegouverneur von Iowa gewählt. Damit war er der Vertreter von Gouverneur Nathan Edward Kendall. Als dieser im Sommer 1923 wegen Herzproblemen für längere Zeit einen Erholungsurlaub antrat, musste ihn Hammill vertreten. Aufgrund seiner gesundheitlichen Probleme trat Kendall im Jahr 1924 nicht mehr zu einer Wiederwahl an. Aus diesem Grund wurde nun Hammill als Kandidat der Republikaner zum neuen Gouverneur gewählt.

## Gouverneur von Iowa
John Hammill trat sein neues Amt am 15. Januar 1925 an. Nachdem er in den Jahren 1926 und 1928 jeweils in seinem Amt bestätigt wurde, konnte er bis zum 15. Januar 1931 amtieren. Als Gouverneur setzte er die Verkehrspolitik seines Vorgängers fort: Er förderte den Ausbau der Straßen und Autobahnen des Staates. Mit dieser Aufgabe wurde der neue Autobahnausschuss (Highway Commission) betraut. Mit Hilfe einer Verfassungsänderung konnten nun auch Frauen in die Legislative gewählt werden. Auch das Bildungssystem wurde weiter gefördert. Damals wurden die sogenannten „Junior Colleges“ eingeführt. Für die Kinderwohlfahrt wurde eigens die Stelle eines Regierungsbeauftragten geschaffen.
Hammills letzte Amtszeit war überschattet von den Auswirkungen der Weltwirtschaftskrise, die auch Iowa heimsuchte. In diesem Zusammenhang wurden in Iowa neue Bankgesetze erlassen und ein staatlicher Bankenausschuss gegründet. Hammill hatte auch für die Interessen der von der Krise schwer getroffenen Farmer ein offenes Ohr. Trotzdem weitete sich die Krise Anfang der 1930er Jahre immer noch aus. Die Lage besserte sich erst im weiteren Verlauf des Jahrzehnts, auch mit Hilfe der New-Deal-Politik der Bundesregierung unter Präsident Franklin D. Roosevelt.

## Weiterer Lebenslauf
Noch im Jahr 1930 bewarb sich Hammill erfolglos um einen Sitz im US-Senat. Danach zog er sich aus der Politik zurück. John Hammill verbrachte seine letzten Lebensjahre in seinem Heimatort Britt. Dort ist er im Jahr 1936 auch verstorben. Er war mit Fannie Richards verheiratet.